# جمية رمحية
الجُمِية الرمحية (باللاتينية: Phacelia linearis) نوع نباتي ينتمي إلى جنس الجمية من الفصيلة الحمحمية.
موطنها الساحل الغربي لأمريكا الشمالية من كولومبيا البريطانية في كندا إلى شمال ولاية كاليفورنيا الأمريكية.